# Лугалькінгенешдуду
Лугалькінгенешдуду — цар (лугаль) Ура, правитель (енсі) Урука. Був сучасником та союзником енсі Лагаша Ентемени.